# Élections générales néo-brunswickoises de 2018
Les élections générales néo-brunswickoises de 2018 ont eu lieu le 24 septembre 2018 pour élire les 49 députés à l'Assemblée législative du Nouveau-Brunswick.
Deux tiers partis, L'Alliance des gens et le Parti vert, ont fait des percées en faisant élire trois députés chacun, et en maintenant la balance du pouvoir. En effet, le scrutin a pour résultat un parlement minoritaire, pour la première fois depuis 1920 dans la province. 
Le Parti libéral du Nouveau-Brunswick du premier ministre sortant Brian Gallant réunit 37,8 % des suffrages mais n'obtient que 21 sièges, alors que le Parti progressiste-conservateur de Blaine Higgs, avec 31,9 % des voix, en obtient 22.
Après plusieurs semaines de négociations, Blaine Higgs est élu Premier ministre avec le soutien de l'Alliance des gens.

## Contexte
Le Parti libéral du Nouveau-Brunswick sort d'un mandat avec gouvernement majoritaire dirigé par Brian Gallant. Le Premier ministre sortant se représente. Les deux autres partis représentés à l'Assemblées sont les progressistes-conservateurs du Nouveau-Brunswick, dirigés par Blaine Higgs, et les Verts du Nouveau-Brunswick, dont le chef David Coon a été élu lors des élections de 2014, devenant le premier député vert de l'histoire de la province.
Le Nouveau Parti démocratique du Nouveau-Brunswick, qui avait obtenu son meilleur score historique en 2014 (12,98 %) mais aucun siège, est dirigé par Jennifer McKenzie (en). Le cinquième parti estimé est l'Alliance des gens du Nouveau-Brunswick, parti populiste créé en 2010.
À partir de janvier 2018, aucun sondage ne prévoit une défaite des libéraux, qui amélioreraient nettement leur score comparativement à 2014.

## Assemblée législative sortante
| Parti politique | Parti politique           | Dirigeant     | Députés | Députés |
| Parti politique | Parti politique           | Dirigeant     | 2014    | diss.   |
| --------------- | ------------------------- | ------------- | ------- | ------- |
|                 | Libéral                   | Brian Gallant | 27      | 24      |
|                 | Progressiste-conservateur | Blaine Higgs  | 21      | 21      |
|                 | Vert                      | David Coon    | 1       | 1       |
|                 | Alliance des gens         | Kris Austin   | Nv      | 0       |
|                 | Indépendant               | Indépendant   | 1       | 1       |
|                 | Vacant                    | Vacant        | 0       | 2       |
| Total           | Total                     | Total         | 49      | 49      |

### Circonscriptions clefs
- Fredericton-Sud, circonscription de David Coon, chef du Parti vert du Nouveau-Brunswick.
- Quispamsis, circonscription de Blaine Higgs, chef du Parti progressiste-conservateur du Nouveau-Brunswick.
- Saint-Jean-Havre, circonscription où se présente Jennifer McKenzie (en), cheffe du Nouveau Parti démocratique du Nouveau-Brunswick.
- Baie-de-Shédiac—Dieppe, circonscription de Brian Gallant, chef du Parti libéral du Nouveau-Brunswick et Premier ministre du Nouveau-Brunswick depuis 2014.

## Résultats
|                           |                                 |         |       |       |        |               |  |  |  |
| Parti                     | Parti                           | Votes   | %     | +/–   | Sièges | +/–           |  |  |  |
|                           | Parti progressiste-conservateur | 121 300 | 31,89 | 2,75  | 22     | 1             |  |  |  |
|                           | Parti libéral                   | 143 791 | 37,80 | 4,92  | 21     | 6             |  |  |  |
|                           | Alliance des gens               | 47 860  | 12,58 | 10,44 | 3      | 3             |  |  |  |
|                           | Parti vert                      | 45 186  | 11,88 | 5,27  | 3      | 2             |  |  |  |
|                           | Nouveau Parti démocratique      | 19 039  | 5,00  | 7,98  | 0      | en stagnation |  |  |  |
|                           | KISS NB                         | 366     | 0,10  | Nv    | 0      | Nv            |  |  |  |
|                           | Indépendants                    | 2 821   | 0,74  | 0,15  | 0      | en stagnation |  |  |  |
|                           |                                 |         |       |       |        |               |  |  |  |
| Votes valides             | Votes valides                   | 380 363 | 99,63 |       |        |               |  |  |  |
| Votes blancs et invalides | Votes blancs et invalides       | 1 412   | 0,37  |       |        |               |  |  |  |
| Total                     | Total                           | 381 775 | 100   | -     | 49     | en stagnation |  |  |  |
| Abstention                | Abstention                      | 186 896 | 32,87 |       |        |               |  |  |  |
| Inscrits / participation  | Inscrits / participation        | 568 671 | 67,13 |       |        |               |  |  |  |

## Conséquences
Le Parti libéral du Nouveau-Brunswick du premier ministre sortant Brian Gallant réunit 37,8 % des suffrages mais n'obtient que 21 sièges, quand le Parti progressiste-conservateur avec 31,9 % des voix en obtient 22. L'Alliance des gens et le Parti vert en obtiennent seulement trois chacun avec pourtant le tiers environ du résultats de chacune des deux premières formations. Le gouvernement sera donc forcément minoritaire, le premier depuis 1920.
Au Québec, selon le chef du Parti québécois Jean-François Lisée, les résultats de l'élection constituent « une publicité » en faveur de l'instauration d'un système de scrutin proportionnel mixte, comme le proposent conjointement la Coalition avenir Québec (CAQ), le Parti québécois (PQ), Québec solidaire (QS) et le Parti vert du Québec (PVQ).